# Rzębiki
Rębiszewo-Studzianki – część wsi Rębiszewo-Studzianki w Polsce położona w województwie podlaskim, w powiecie wysokomazowieckim, w gminie Wysokie Mazowieckie.
Dawny folwark obecnie brak zabudowy.

## Historia
W I Rzeczypospolitej miejscowość należała do ziemi łomżyńskiej.
W latach 1921 – 1925 folwark leżał w województwie białostockim, w powiecie łomżyńskim, w gminie Kossaki-Rutki a od 1925 w gminie Kołaki. Według Powszechnego Spisu Ludności z 1921 roku folwark zamieszkiwało 19 osób w 1 budynku mieszkalnym. Miejscowość należała do parafii rzymskokatolickiej w Jabłonce Kościelnej. Podlegała pod Sąd Grodzki w Zambrowie i Okręgowy w Łomży; właściwy urząd pocztowy mieścił się w Jabłonce Kościelnej.
W wyniku napaści ZSRR na Polskę we wrześniu 1939 miejscowość znalazła się pod okupacją sowiecką. Od czerwca 1941 roku pod okupacją niemiecką. Od 22 lipca 1941 do 1945 włączona w skład Landkreis Lomscha, Bezirk Bialystok III Rzeszy.
W latach 1975–1998 miejscowość administracyjnie należała do województwa łomżyńskiego.